# Pachyloma coriaceum
Pachyloma coriaceum är en tvåhjärtbladig växtart som beskrevs av Dc.. Pachyloma coriaceum ingår i släktet Pachyloma och familjen Melastomataceae. Inga underarter finns listade i Catalogue of Life.